# When She Loved Me
When She Loved Me («Cuando me quería» en España y «Cuando alguien me amaba» en Latinoamérica) es una canción compuesta por Randy Newman e interpretada originalmente por la cantante canadiense Sarah McLachlan y perteneciente a la banda sonora de la película de Disney-Pixar Toy Story 2, de 1999.

## Historia
La canción fue utilizada en la escena de Toy Story 2 en la que Jessie le cuenta a Woody su pasado, cuando vivía con su antigua dueña, Emily, y cómo la vio crecer para finalmente ser abandonada por su propietaria. La canción tiene como único instrumento el piano y es una balada de tono bastante triste. En su versión original en inglés fue interpretada por la cantante canadiense Sarah McLachlan. La versión hispanoamericana lleva por nombre "Cuando alguien me amaba" y fue interpretada por el grupo de pop y techno dance Sentidos Opuestos. En España recibió el nombre de "Cuando me quería" y fue interpretada por María Caneda. 